# Ramsdorf (Meteorit)
Koordinaten: 51° 53′ 0″ N, 6° 56′ 0″ O
Der Fall des Steinmeteoriten Ramsdorf bei Ramsdorf im Kreis Borken (NRW), der „aus heiterem Himmel“ kam, wurde am 26. Juli 1958 gegen 18:30 beobachtet. Er handelt sich bei dem Meteoriten um ursprünglich einen einzelnen Stein mit einer Masse von (mindestens) 4,682 kg. Er wird als etwas „ungewöhnlicher“ Gewöhnlicher Chondrit der Gruppe L6 klassifiziert.

## Fall und Auffindung
Der Meteorit fiel aus einem klaren Himmel in einen Gemüsegarten, aber es wurden weder Licht- noch Detonationserscheinungen bemerkt.
Der Fall wurde lediglich von einem Geräusch begleitet, das dem eines Propellers ähnelte; er begann und endete sehr plötzlich.
Kurz darauf entdeckten Kinder und Jugendliche Dampf aus einem tiefen, quasi röhrenförmigen Loch im Boden aufsteigen.
Wie sich am nächsten Morgen zeigte, verlief die Vertiefung in östlicher Richtung und hatte einen Neigungswinkel von etwa 30° zur Senkrechten. Die Mulde war von einem aufgeworfenen niedrigen Wall umgeben. Das Loch wurde daraufhin ausgehoben und der Meteorit dabei in einer Tiefe von 40 cm entdeckt.
Die Kinder zerbrachen den Meteoriten zwar in fünf Teile, die aber (wie Puzzle-Steine) zueinander passen, so dass die ursprüngliche Form des Meteoriten wiederhergestellt werden konnte.

## Beschreibung und Analyse
Der Meteorit wurde von Rudolf Mosebach von der Universität Münster analysiert.
Der Ramsdorf-Meteorit ist vielflächig mit abgerundeten Stegen und stellenweise sichtbaren Regmaglypten.
Als Ergebnis einer ersten Untersuchung wurde er als Gewöhnlicher Chondrit (L6, eisenarm) eingestuft, brekziös (br) und geschockt (S4).
Spätere Untersuchungen ergaben, dass es sich um einen sehr ungewöhnlichen „gewöhnlichen Chondriten“ handelt.
Zwar sind die primären mineralogischen Bestandteile wie für gewöhnliche Chondriten erwartet:
1. Olivin und Pyroxen dominieren in einigen wenigen (reliktischen) Chondren, wie sie in einigen Bereichen gefunden wurden,
2. In der Matrix sind Olivin, Pyroxen, Fe-Ni-Metall und durchmischtes feldspathaltiges Glas hervorstechend.

Ein genauerer Blick auf die Olivin- und Pyroxen-„Kristalle“ und -„Chondren“ zeigt jedoch, dass ein Großteil dieses Olivins und vielleicht das gesamte Pyroxen rekristallisierte Aggregate sind. Sie lassen sich am besten als teilweise oder vollständig rekristallisiertes Produkt einer katastrophalen, schockbedingten und nahezu vollständigen Schmelze erklären, wenn auf diese unmittelbar eine rasche Abkühlung des zu diesem Zeitpunkt mit ca. 2 m Durchmesser kleinen Körpers folgte.
Diese vermutete Abkühlung erfolgte so schnell, dass viele Bestandteile mehr oder weniger an ihrem Platz blieben.
So sind z. B. die Umrisse großer Olivinkristalle („Geister“, englisch ghosts) weitgehend erhalten geblieben.
Dunkle Einschlüsse entlang des Randes und der Spaltflächen zeugen aber von mobilisierten, flüchtigeren Bestandteilen.
Andererseits sind der ursprüngliche Plagioklas und das Fe-Ni-Metall offenbar vollständig oder fast vollständig aufgeschmolzen.
In den analysierten Teilen des Meteoriten erscheint der geschmolzene Plagioklas nun als allgegenwärtiges Feldspatglas.
Ebenso liegt das Fe-Ni-Metall, insbesondere in der Matrix, fast ausschließlich in Form kleiner Kügelchen vor ohne die bei den meisten Chondriten beobachtete normale Kamazit-Taenit-Differenzierung.
Viele dieser Merkmale lassen sich durch zwei Schockereignisse erklären:
1. ein früheres heterogenes Schockereignis der Stufe S6, bei dem fast das gesamte Ramsdorf-Material geschmolzen wurde, und
2. ein späteres Schockereignis der Stufe S3-4, bei dem der rekonstituierte Meteoroid zerbrochen wurde.

Diese Erklärungen sind auch konsistent mit K-Ar-Datierungsstudien, die auf eine katastrophale Zertrümmerung des L-Chondriten-Mutterkörpers vor ca. 400 Ma (Millionen Jahren) hinweisen.
Laut MinDat (Hudson Institute of Mineralogy) (Stand 15. Januar 2025) gibt es jedoch noch einige offene Fragen zu den Nebenphasen, die bisher in der Literatur nur spärlich beschrieben werden - auch nicht bei Yamaguchi et al. (1999).
Während Metall, Troilit und Chromit dort ausdrücklich erwähnt werden, fehlt eine ausführliche Beschreibung der auf Fotos überall erkennbaren „Opaker“.
Lediglich die winzigen Phosphide werden von Smith & Goldstein besprochen;
normalerweise allgegenwärtige Phosphate sind dagegen nicht dokumentiert.
Paul Ramdohr hat aber 1972 mit Hilfe der Ölimmersionstechniken in der Auflichtmikroskopie Bestimmungen dieser undurchsichtigen Mineralogie vorgenommen, wie sie mit einer Mikrosonde allein nicht möglich sind.

## Aufbewahrung
Mit Stand 2000 befanden sich noch 486 Gramm (in etwa die Hälfte der gehaltenen Massen) im Naturhistorischen Museum in Wien (NHMV).
Mehrere weitere kleine Proben (99 g, 80 g und kleiner) befinden sich in fünf verschiedenen deutschen Museen.
Ein Fragment von 0,008 g befindet sich in der Sammlung des Riesgeologen O. Sachs.
Auch das Natural History Museum (NHM) in London besitzt ein Stück des Meteoriten.
Leider wurde die Hauptmasse des Meteoriten einem privaten Sammler gestohlen und bis heute vermisst (Stand 26. Oktober 2016).
Von den Dieben zurückgelassene andere Wertgegenstände ließen die Polizei vermuten, dass der Diebstahl auf Bestellung erfolgte, die Diebe hatten es offensichtlich nur auf den Meteoriten abgesehen.
Die russische Akademie der Wissenschaften behauptet, einen Teil des Steins zu besitzen. Da die Gesamtmasse dort mit 6,877 kg angegeben wird, müsste dieser bei der Meteoritical Society unbekannte zweite Teil des Meteoriten für sich alleine eine Masse von 2,195 kg (= 6,877 kg - 4,682 kg) haben.

## Weiterführende Literatur
- Friedrich Begemann, Frank Wlotzka: Shock induced thermal metamorphism and mechanical deformations in the Ramsdorf chondrite. In: Geochimica et Cosmochimica Acta, Band 33, Nr. 11, Northern Ireland, November 1969, S. 1351-1352, IN1-IN6, 1353-1370; doi:10.1016/0016-7037(69)90179-3, MinDat:15987904 (englisch).
- Akira Yamaguchi, Edward R. D. Scott, Klaus Keil: Petrology of Unique Impact Melt Rock, Ramsdorf (L Chondrite) In: Lunar and Planetary Science, Band XXVII (27), März 1996, S. 1467-1468; bibcode:1996LPI....27.1467Y, MinDat:15987900 (englisch).